# Fabian Rieder
Fabian Rieder, född 16 februari 2002, är en schweizisk fotbollsspelare (mittfältare) som spelar för Rennes och Schweiz landslag.

## Klubbkarriär
Rieder är en produkt från Young Boys akademi. Han debuterade i Schweiziska superligan den 17 oktober 2020 i en 0–0-match mot Servette.
Den 31 augusti 2023 värvades Rieder av franska Rennes, där han skrev på ett fyraårskontrakt.

## Landslagskarriär
I november 2022 blev Rieder uttagen i Schweiz trupp till VM 2022. Rieder debuterade för Schweiz landslag den 24 november 2022 i öppningsmatchen mot Kamerun i VM 2022.